# Fenêtre (géologie)
Pour les articles homonymes, voir Fenêtre (homonymie).

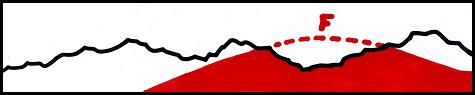
Coupe géologique illustrant une fenêtre

En géologie, une fenêtre est une dépression creusée par l'érosion à travers une nappe de charriage et le chevauchement à sa base qui fait apparaître les terrains autochtones encerclés par les terrains allochtones.

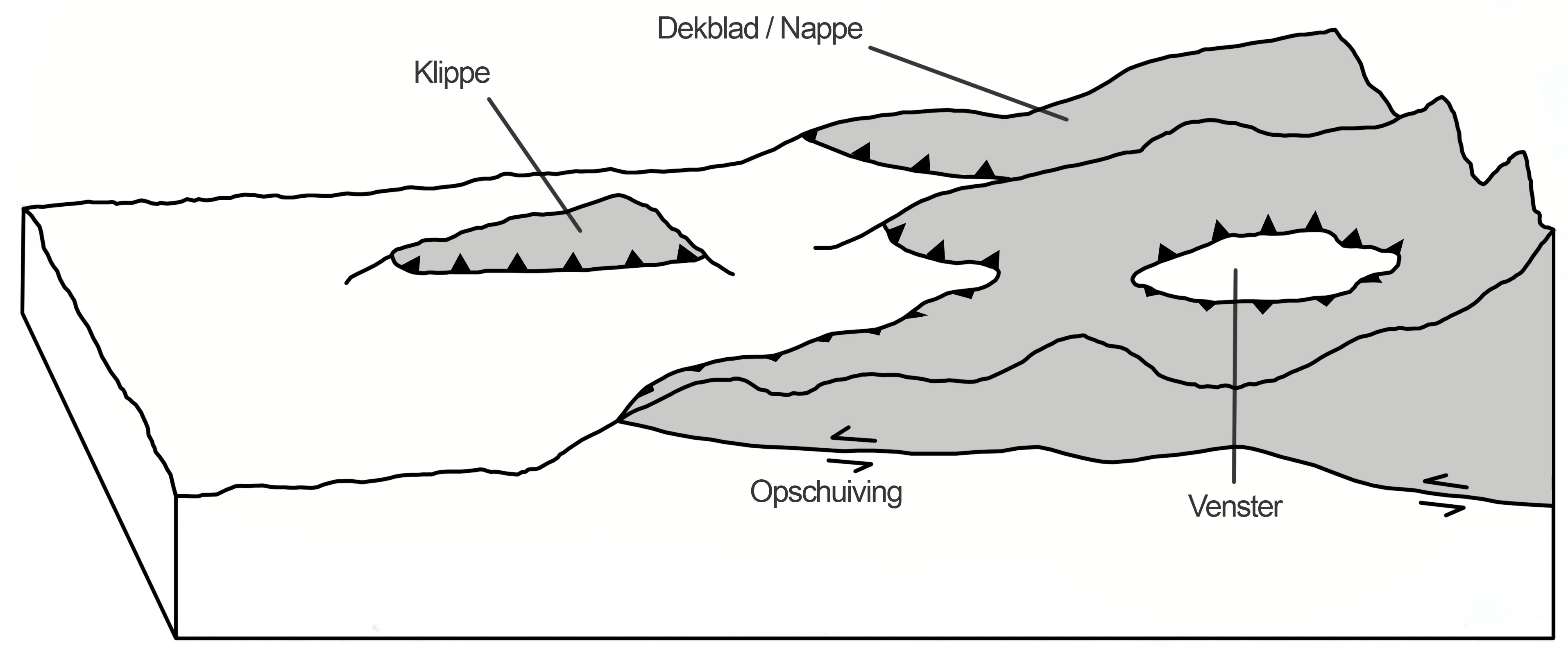
Fenêtre et klippe

## Exemples
- la Fenêtre des Tauern, dans les Alpes orientales, entre Autriche et Italie.
- la Fenêtre de Theux, en Belgique, où des roches condruziennes apparaissent entourées de roches ardennaises plus récentes.